# Rana shuchinae
Rana shuchinae, hay Ếch Tứ Xuyên, là một loài ếch trong họ Ranidae. Chúng được tìm thấy ở Trung Quốc và có thể cả Myanmar.
Các môi trường sống tự nhiên của chúng là vùng cây bụi ôn đới, vùng đồng cỏ ôn đới, sông, sông có nước theo mùa, đầm nước, đầm nước ngọt, và đầm nước ngọt có nước theo mùa.